# Catherine Samba-Panza
Catherine Samba-Panza (26 de juny de 1954) és una política centrafricana que va ocupar el càrrec de presidenta de la República Centreafricana de forma interina des del 20 de gener de 2014 i fins al 30 de març de 2016, després dels successos del Cop d'estat produït en 2013. És la primera dona que ocupa aquest càrrec. Anteriorment va desenvolupar la seva activitat política com a alcaldessa de Bangui, capital del país.